# Ludwig Voltz (Bibliothekar)
Ludwig Voltz (* 7. September 1863 in Bessungen; † 21. Oktober 1931 in Darmstadt) war ein deutscher Bibliothekar.

## Leben
Voltz besuchte das Gymnasium in Darmstadt und studierte danach alte Philologie und Germanistik an den Universitäten in Bonn und Straßburg. Anschließend wurde er Assistent am Philologischen Seminar in Straßburg, wo er auch promoviert wurde. Nach kurzer Tätigkeit im Lehramt im Elsass und in Hessen ging er 1891 an die Landesbibliothek in Darmstadt. Dort wurde er 1904 Oberbibliothekar und 1924, im Alter von fast 61 Jahren, Nachfolger von Adolf Schmidt als Direktor. Er hatte dieses Amt bis zu seiner Pensionierung 1929 inne. Sein Stellvertreter wurde 1925 Karl Bader
Voltz' Interesse galt sowohl der alten und der byzantinischen Philologie als auch der hessischen Geschichte und der Bibliographie. Er war auch Mitglied des 1832 gegründeten Historischen Vereins von Hessen und veröffentlichte zahlreiche wissenschaftliche Arbeiten zur Lokalgeschichte. Er war darüber hinaus ein Musikalienkenner und Mitglied im Vorstand des 1832 gegründeten Darmstädter Musikvereins. Weitere Vorstandsmitglieder Anfang des 20. Jahrhunderts waren u. a. Otto Wolfskehl, Georg Wickop. Aus Anlass des 75-jährigen Bestehens gab er eine komplette Zusammenstellung der Konzerte des Musikvereins heraus.
Ludwig Voltz starb im Oktober 1931 in Darmstadt im Alter von 68 Jahren.

## Veröffentlichungen
- De Helia monacho, Isaaco monacho, Pseudo-Dracone scriptoribus metricis Byzantinis, Straßburg: Truebner 1886.
- zusammen mit Adolf Pochhammer: Hektor Berlioz, Romeo und Julie: Dramatische Symphonie mit Chören, Gesang-Soli und Chor-Recitativ nach dem Trauerspiel von Shakespeare; Op. 17, Frankfurt a. M.: H. Bechhold [1896] (Der Musikführer; 92).
- zusammen mit Wilhelm Crönert: Der Codex 2773 miscellaneus Graecus der Großherzoglichen Hofbibliothek zu Darmstadt. In: Centralblatt für Bibliothekswesen, Jg. 14, 1897, S. 538–570 (online).
- Ein kaiserlicher Kommissar in Hessen 1547–49 im Verdacht der Untreue. In: Archiv für hessische Geschichte und Altertumskunde, Bd. 4, 1907, S. 365–379.
- Zwei Hessen-Homburgische Prinzen als Gießener Studenten 1722–1723. In: Archiv für hessische Geschichte und Altertumskunde, Bd. 5, 1907, S. 356–374.
- Die Konzerte des Musikvereins zu Darmstadt 1832–1907. Statistische Übersicht aus Anlaß des 75-jährigen Bestehens des Musikvereins, Darmstadt: C. F. Winter 1907.
- Die Einführung der bibliothekarischen Fachprüfungen in Hessen und den Nachbarländern. In: Zentralblatt für Bibliothekswesen, Jg. 41, 1924, S. 426–430.